# Halocypretta parvirostrata
Halocypretta parvirostrata is een mosselkreeftjessoort uit de familie van de Halocyprididae. De wetenschappelijke naam van de soort is voor het eerst geldig gepubliceerd in 2008 door Chavtur & Stovbun.